# Cándido Pujato
Cándido Pujato (Villa del Rosario, Santa Fe, 4 de septiembre de 1830 - Provincia de Santa Fe, 30 de abril de 1895) fue un médico y político argentino, varias veces intendente de la ciudad de Santa Fe y vicegobernador, en ejercicio de la gobernación, de la provincia homónima.

## Biografía
Cándido Pujato nació en la villa del Rosario en 1830. De pequeño fue enviado a estudiar a Córdoba, al Colegio Monserrat para luego trasladarse a realizar estudios universitarios a la Universidad de Buenos Aires, donde se graduó como médico.
Durante su carrera política, ocupó numerosos cargos. Fue concejal de la ciudad de Santa Fe, llegando a la presidencia del cuerpo. Años más tarde llegó a convertirse en Intendente Municipal de la misma ciudad. También fue Diputado Provincial por el departamento Rosario y senador Provincial por el departamento La Capital. Además fue médico de los tribunales y Presidente del Consejo general de Higiene.
En 1882 asumió, acompañando a Manuel María Zavalla, como vicegobernador de la provincia. Debido a los problemas de salud que aquejaban a su compañero de fórmula, el 10 de abril del mismo año, asume la gobernación de la misma.
Durante etapa al frente del gobierno provincial fomento la ampliación de la línea ferroviaria de la provincia con la aprobación de la creación del Ferrocarril Oeste Santafesino. El 31 de mayo de 1882 se dirigió al Ministro del Interior a través de una nota informándole sobre el contrato celebrado entre la provincia y Carlos Casado para construir el ferrocarril: "que partiendo del puerto de Rosario llegase a las colonias actuales de aquel departamento y a los puntos más importantes de su rico territorio y con otros ferrocarriles nacionales de la provincia de Buenos Aires. Las inmigraciones extranjeras tendrán un vasto territorio donde ejecutar sus actividades productoras, inexploradas hoy por las dificultades del transporte a un puerto que, como el de Rosario ofrece grandes facilidades"
El Ferrocarril Oeste Santafesino se hizo realidad un año después. Dos localidades por las que este ferrocarril pasaba llevan los nombres de Zavalla y Pujato.
Falleció el 30 de abril de 1895, durante la campaña contra el cólera. Su tumba se encuentra en la Iglesia San Francisco de la ciudad de Santa Fe.
A modo de homenaje, una calle de la ciudad de Santa Fe y pabellones en los hospitales Cullen e Iturraspe (de la misma ciudad) llevan su nombre.